# Niper Boaventura
Miguel Boaventura Júnior (Erechim, 24 de março de 1983), mais conhecido por seu nome artístico Niper Boaventura, é um compositor, produtor e multi-instrumentista brasileiro. Em 1999, fundou a banda PullDown e, desde 2016, faz parte da Ego Kill Talent.

## Biografia
Nascido em Erechim, no interior do Rio Grande do Sul, Niper começou a se interessar por música ainda na infância, por influência de seu primo mais velho. O primeiro instrumento com o qual teve contato foi o baixo, que aprendeu a tocar de forma independente, estudando tablaturas em revistas especializadas. 
A afinidade com matérias relacionadas à literatura e escrita, assim como sua experiência em projetos musicais da escola, o fizeram descobrir, ainda na adolescência, sua vocação para a composição. Nessa fase, Niper gravou suas primeiras demos de músicas autorais. Porém, como os estúdios profissionais eram inacessíveis, ele precisou se tornar autodidata na gravação e produção musical.

## Carreira

### 1999-2016: PullDown
Em 1999, aos 16 anos, Niper se juntou a dois colegas para formar a PullDown, banda em que atuava como líder, vocalista e guitarrista. Com repertórios que variavam entre covers e músicas autorais, eles se viram em ascensão na cena musical de Erechim. Esse sucesso crescente da PullDown, aliado à ampliação da base de fãs em outras regiões, colocou Niper e banda entre os pioneiros do movimento emo no Brasil.
O consequente contato com outros artistas da cena fez com que Niper exercesse um papel importante no cenário cultural de Erechim, uma vez que foi ele o responsável por organizar eventos em que aconteceram os primeiros shows de bandas como Fresno, Sugar Kane e Aditive na cidade. 
Em 2008, o crescimento da PullDown e os convites para tocarem por todo o Brasil criaram a necessidade do grupo se mudar para São Paulo. Dos integrantes da época, Niper foi um dos únicos a aceitar morar na capital paulista, onde renovou a formação da banda.
Assim, foi iniciada uma outra fase em sua carreira, marcada pelo contínuo sucesso da PullDown, que lançou 5 álbuns de estúdio, e o surgimento de grandes trabalhos relacionados à produção de áudio para o mercado publicitário.

### 2016-Presente: Ego Kill Talent
Em 2016, Niper recebe o convite para ser parte da Ego Kill Talent e, a partir desse momento, sua carreira alcança proporções ainda maiores.
Com a banda, ele se apresentou nos maiores festivais de música do mundo, incluindo Rock in Rio, Aftershock, Rock im Park, Hellfest, Rock am Ring, Graspop e Lollapalooza, além de realizar turnês de sucesso na Europa e no Brasil.
2018 foi o ano em que o Foo Fighters convida a Ego Kill Talent para participar de sua turnê, que lotou estádios em cinco capitais brasileiras. A sinergia entre as bandas foi tão forte que, no ano seguinte, Niper e seus colegas passaram cerca de um mês e meio no estúdio do Foo Fighters, o Studio 606, para gravar um novo álbum.
Já em 2022, a banda realizou outra turnê em estádios brasileiros, desta vez a convite do Metallica.
2023 se destaca pelo lançamento do single “We Move as One”, com participações de Andreas Kisser (Sepultura) e Rob Damiani (Don Broco), tema do campeonato mundial do game Rainbow Six Siege. Nesse mesmo ano, a banda participou da turnê brasileira do Evanescence, com destaque para o show no Allianz Parque, em São Paulo.
Em 2024, Niper tocou com a Ego Kill Talent no ato de abertura dos dois shows – sold out – que marcaram o retorno do Linkin Park aos palcos brasileiros.
Atualmente, Niper assume a guitarra na banda, mas até 2022 os membros revezavam os instrumentos, o que o levou também a tocar baixo nesse período. Ele é creditado como compositor em todas as canções do grupo a partir do segundo álbum lançado e, no momento, a Ego Kill Talent está em processo de composição do próximo disco.

## Projetos Paralelos:
Paralelamente ao trabalho autoral desenvolvido nas bandas, Niper ainda mixou músicas de Ney Matogrosso, Versos que compomos na Estrada, Adoniran Barbosa, Criolo e Liniker.
Além disso, em 2008, com a mudança para São Paulo em prol da PullDown, o mercado Audiovisual e Publicitário cruzou o caminho de Niper: sua ampla experiência em produção de áudio, acrescida da notoriedade gerada pela banda, o levou a ser convidado para criar a trilha sonora de campanhas comerciais, nas quais ele descobriu seu interesse por Sound Design, Locução e Composição de Trilhas.
Desde então, nos intervalos entre os compromissos de banda, Niper desenvolveu trabalhos que estiveram presentes em ações publicitárias de empresas nacionais e internacionais, como: Nike, Puma, Sony, Samsung, Hyundai, Kia, Volkswagen, Ford, Star+, YouTube, WhatsApp, Uber, Vivo, Riot Games, Ubisoft, Duracell, Mercado Livre, AliExpress, Americanas, C&A, Nespresso, Kibon, Ragazzo, Outback, Colgate, Ambev, Campari, Cerveja Colorado, Heineken, Eisenbahn, Skol, Cielo, NuBank, Itaú, Santander, Nivea, Quem disse, Berenice?, Natura, entre outras.
Em 2024, Niper deu voz à inteligência artificial que contracenou com Fernanda Montenegro, Fernanda Torres e Rebeca Andrade na campanha de final de ano do banco Itaú, intitulada “Feliz 2025”.
Ele também assinou o sound design de diversas produções cinematográficas, com destaque para os premiados curtas O Outro Lado (2019), Dá Licença de Contar (2016) e Contratempo (2013); o longa O Que Eu Poderia Ser Se Eu Fosse (2015); e o documentário November December (2013).
Esses e outros projetos consolidaram Niper como referência no mercado nacional e internacional, rendendo prêmios como Cannes Lions, ADC Festival e Grand Prix.

## Discografia
| Álbum                      | Ano/Gravadora             |
| -------------------------- | ------------------------- |
| Demo                       | 2001/Independente         |
| Ninguém Tem Culpa          | 2004/OneLife Records      |
| Ninguém Tem Culpa - Lado B | 2004/OneLife Records      |
| Talvez Seja Esse o Sentido | 2006/Urubuz-Ideal Records |
| Valor às Coisas Certas     | 2008/Independente         |
| Conceito Vol. 1            | 2012/Independente         |
| Sybil                      | 2012/Independente         |
| Conceito Vol. 2            | 2013/Independente         |
| Masdar & Essência          | 2013/Wikimetal Discos     |
| Equilíbrio                 | 2016/Independente         |

| Álbum                      | Ano/Gravadora      |
| -------------------------- | ------------------ |
| Ego Kill Talent            | 2017/Elemess Music |
| The Dance Between Extremes | 2020/BMG           |
| Call Us By Her Name        | 2022/BMG           |

## Principais Indicações e Prêmios

### Na Publicidade:
| The Uncensored Playlist | The Client Said No - DaHouse Audio | The Refugee Jatoba                                  | ChinChin, La Cholita Luchadora                    | Escada Rolante Sangue                         |
| ----------------------- | --- | --------------------------------------------------- | ------------------------------------------------- | --------------------------------------------- |
| - Cannes Lions - Gold   | - Eurobest 2020 - Grand Prix - Eurobest 2020 - Bronze Award - Epica Awards 2020 - Gold Award - Clio Awards 2021 - Silver Award - LIA Awards 2021 - Bronze Award - One Show 2021 - Best Branded Entertainmen | - D&AD Awards 2022 - Silver Award e 2x Bronze Award | - Festival del Club de Creación 2015 - Gold Award | - Prêmio Colunistas Mídia DF 2017 - Finalista |

### No Audiovisual:[13]
| O Outro Lado (2019) | November December (2016)                                                                          | Dá Licença de Contar (2016)                                                                 | O Que Eu Poderia Ser Se Eu Fosse (2015)                                                                         | Contratempo (2013) |
| --- | ------------------------------------------------------------------------------------------------- | ------------------------------------------------------------------------------------------- | --- | --- |
| - Festival de Brasília do Cinema Brasileiro - Brasília/Brazil - December 20, 2020 Best Short Film - FIC Alfenas- Alfenas/Brazil - Best Short Film - Cinemato - Cuiabá/Brazil - Best Short Film | - Premiered at IDFA (International Documentary Film Festival Amsterdam), 2016 - Paradocs section; | - Prêmio Aquisição Canal Brasil - Melhor curta-metragem pela crítica no Festival de Gramado | - Semana dos Realizadores 2015 - best film by ABD jury; - Mostra Tiradentes 2015; - Mostra do Filme Livre 2015; | - Festival do Rio 2013 / Best short film by the Official Jury - Festival de Clermont-Ferrand 2015 / Lab Competition; - House of World Cultures, Berlin, Germany; - International Contemporary Culture Centre of San Sebastian, TABAKALERA; - La Nuit du Court, Lausanne, Switzerland; - International competition of 10th Vilnius International Short Film Festival 2015; - Regards sur e court, Quebec, Canada; - Festival Entretodos; - Cinemato, Festival de Cinema e Vídeo de Cuiabá; - Festival de Cinema de Atibaia |